# Rheumaptera betularia
Rheumaptera betularia là một loài bướm đêm trong họ Geometridae.